# Live in San Francisco (album Don Carlosa)
Live in San Francisco – pierwszy album koncertowy Don Carlosa, jamajskiego wykonawcy muzyki roots reggae.
Płyta została wydana 24 września 2002 roku przez amerykańską wytwórnię 2B1 Records. Znalazło się na niej nagranie z koncertu muzyka w słynnej sali koncertowej Maritime Hall w San Francisco 24 lutego 2001 roku. Podczas występu Don Carlosowi akompaniowali muzycy z zespołu The Freedom Fighters Band. W roku 2003 nakładem 2B1 ukazał się również zapis koncertu na DVD, zaś w roku 2006 - obie te płyty jako całość.

## Lista utworów
1. "Cool Jonny Cool"
2. "Ababa Jon I"
3. "Lazer Beam"
4. "Young Girl"
5. "Just Can't Stop"
6. "Front Line"
7. "Zion Train"
8. "Satta Masagana"
9. "Holiday"
10. "Living In The City"
11. "Passing Glance"
12. "Excitement"